# Nelly-Sachs-Gymnasium
Das Nelly-Sachs-Gymnasium (kurz NSG) ist ein städtisches Gymnasium im Neusser Stadtteil Dreikönigenviertel. Die Schule wurde im Jahre 2023 von ca. 900 Schülerinnen und Schülern besucht.

## Geschichte
Die Schule wurde 1957 als „Städtisches Mädchengymnasium“ gegründet und zunächst im Theodor-Schwann-Gymnasium untergebracht. Im April 1963 bezog man den Neubau an der Eichendorffstraße. 1966 beschloss das Kollegium, die Schule nach Nelly Sachs zu benennen. 1978 wurde die Koedukation eingeführt. 2015 nahm die Schule an dem ersten Neusser Friedenslauf teil.

## Pädagogische Angebote
An Sprachen wird maßgeblich Englisch (ab Klasse 5), Französisch und Latein (ab Klasse 7) angeboten. Es gibt auch verschiedene Arbeitsgemeinschaften (AGs), in denen neue Sprachen erlernt werden, wie zum Beispiel Spanisch. Schüler, die in einem Hauptfach versetzungsgefährdet sind, werden zudem ab Klasse 6 in Deutsch, Mathematik und Englisch gefördert; ab Klasse 7 wird auch die zweite Fremdsprache (Latein/Französisch) als Förderung angeboten. Die Pflicht für Schüler, an AGs teilzunehmen, wurde im Schuljahr 2016/17 abgeschafft.
Weitere Angebote sind Musical- und Instrumental-AGs und Roboter-AGs.
In der Klasse 9 und 10 gibt es Differenzierungskurse, bei denen man zwischen Latein, Französisch (als 3. Fremdsprache), Kunst, Erdkunde/Geschichte, Biologie/Chemie oder Informatik wählen kann. Außerdem wird in der Oberstufe mit dem Alexander-von-Humboldt-Gymnasium kooperiert. Falls an einer der beiden Schulen kein Kurs zustande kommt, wird dieser an der jeweils anderen Schule durchgeführt.

## Besonderheiten
Die Schule hat zwei Windräder und Solarplatten auf dem Schuldach. Sie besitzt eine Schulpartnerschaft mit einer russischen Schule in Pskow. Bei diesem Austausch, der jedes zweite Jahr stattfindet, ist ein zweitägiger Aufenthalt in St. Petersburg und in Moskau im Programm inbegriffen. Die Schule verneint seit 2011 Rassismus und Mobbing, indem sie einstimmig das Projekt Schule ohne Rassismus – Schule mit Courage annahm.

## Schulpartnerschaften
- Schule 15 in Pskow (9. und 10. Stufe), jährlich ein Besuch der Schule
- Alexander-von-Humboldt-Gymnasium Neuss, in der Oberstufe
- Alphen aan den Rijn (Scala-College)
- Châlons-en-Champagne, Collège Perrot d'Ablancourt

## Erreichbarkeit der Schule mit öffentlichen Verkehrsmitteln
- Buslinien 843, 844, 848, 869, 872, 873 und 877 (Stifterstraße / Richtung: Innenstadt, 848 auch Lukaskrankenhaus)
- Buslinien 843, 844, 869, 872, 873 und 877 (S-Bahn Neuss Süd / Richtung: Reuschenberg)
- S-Bahnlinie S11 (Neuss-Süd)

## Bekannte Schüler
- Annette Schavan (* 1955), Politikerin

## Bekannte Lehrer
- Guido Karutz (1936–2016)
- Othmar Berg (* 1961), Autor der Zeitschrift inReligion